# Louis Testelin
Louis Testelin (1615-1655) est un peintre français du XVIIe siècle.

## Biographie
Louis Testelin était le fils de Gilles Testelin, peintre du roi Louis XIII et logé au Louvre et le frère aîné d'Henri Testelin, peintre également et secrétaire de l'Académie royale de peinture. Sa famille étant devenue protestante, il le fut également jusqu'à la fin de sa vie, sans que son engagement protestant ne nuise à sa carrière : il peignit pour Anne d'Autriche et plusieurs établissements religieux parisiens. 
Il fut l'élève de Simon Vouet, et se lia d'amitié avec Charles Le Brun qui travaillait dans le même atelier. Selon la notice rédigée par Georges Guillet de Saint-George, Louis Testelin travailla avec Charles Le Brun « à quelques tableaux et à des ornements » pour l'ancienne église du Val-de-Grâce. Il peignit notamment deux tableaux de Mays créés pour la cathédrale Notre-Dame de Paris.
En 1644-1645, il peint plusieurs sujets mythologiques en camaïeux d'or, pour la chambre d'Anne de Rohan-Montbazon, dans son hôtel particulier de la Place Royale. 
En 1648, Louis Testelin est l'un des dix peintres qui participèrent à la fondation de l'Académie royale de peinture et de sculpture. En 1649, il fut choisi comme secrétaire de celle-ci, puis en 1650, il en devint professeur. Il garda cette fonction jusqu'à sa mort, en 1655. 
Il pratique également le lavis et la caricature satirique.
Il est enterré au cimetière réformé des Saints-Pères, à Paris.

## Liste des œuvres
Peintures :
- Saint Pierre ressuscitant la veuve Tabitha, 1652 (May de Notre-Dame), Arras, musée des Beaux-Arts.
- La Flagellation de saint Paul et de saint Silas, 1655 (May de Notre-Dame), Paris, cathédrale Notre-Dame.
- Saint Louis soignant les malades atteints de la peste, 1655, Grenoble, musée de Grenoble.

Dessins :
- Le Retour de Gonesse, plume et lavis, Poitiers, musée Sainte-Croix
- La roue de la fortune, pierre noire, Paris, musée du Louvre
- L'Espagnol berné sur la prise d'Arras (attribué), 1655, pierre noire et lavis gris, Paris, Bibliothèque nationale de France
- L'Orgueil espagnol surmonté par le luxe français (attribué), Dijon, musée des Beaux-Arts
- La déroute des cormorans (attribué), New York, The Metropolitan Museum of Art
- Le capitaine des Enfarinez (attribué), Rouen, musée des Beaux-Arts